# Mount Crested Butte
Mount Crested Butte – miasto w Stanach Zjednoczonych, w stanie Kolorado, w hrabstwie Gunnison.